# Julius Michalík
Julius Michalík, né le 24 février 1972 à Bojnice en Tchécoslovaquie, est un ancien joueur de basket-ball tchécoslovaque, puis slovaque. Il évolue aux postes d'ailier fort et de pivot.